# 田中吉信
田中 吉信（たなか よしのぶ）は、安土桃山時代から江戸時代初期にかけての武将。柳河藩（筑後国）初代国主・田中吉政の二男。

## 生涯
天正15年（1587年）、田中吉政の二男として誕生したといわれる。
慶長6年（1601年）、父・吉政が筑後国主となると、支城である久留米3万石の筑後久留米城主となった。慶長8年（1603年）、柳川から久留米に至る道路の整備をはじめ、城下町の形成も行った。
慶長11年（1606年）1月20日、小姓を手討ちにしようとして、逆に斬られて死去した。家人を手打ちにするという嗜好があったとされ、吉信が返り討ちに遭う前にすでに53人が犠牲になっていたとされる。同様の記述は『当代記』で確認できる。『筑後志』によれば、家臣を手打ちにする際に誤って自分の膝を傷つけ、その傷が癒えないまま近侍の者と相撲をとったため、破傷風になって満19歳で死亡したという。死亡した年も年齢も異なっており、どちらが正確かははっきりしない。
吉信の乳母が彼を弔うため、現在の柳川市にあった宋安寺に堂を立て、乳母が亡くなった後、この堂が妙経寺となる。田中家の改易後、旧領は柳河藩と久留米藩とに分かれたので、北野町の西方寺に移し墓を建てたとされる。近年、浄土宗大本山善導寺（久留米市善導寺町飯田550）でも墓碑が確認された。